# Рейкьявикское театральное общество
Рейкья́викское театра́льное о́бщество (исл. Leikfélag Reykjavíkur, LR) является старейшим постоянно действующим театральным обществом в Исландии, а также одной из старейших действующих культурных организаций в стране, основанной 11 января 1897 года. С 1989 года по соглашению с городом Рейкьявик управляет Городским театром, до этого основной сценой было здание «Идноу» на берегу озера Тьёднин.

## История
В 1854 году большой любитель театра Йоун Гвюдмюндссон (1807—1875), депутат альтинга и главный редактор влиятельной газеты «Тьоудоулфур» (Þjóðólfur) организовал первый публичный спектакль в Исландии по пьесе «Скарб» (Pak) датского драматурга Томас Оверскоу. Йоун Гвюдмюндссон собрал костюмы, декорации, сценическое оборудование и реквизит и сдавал их в аренду. В 1866 году был основан фонд театрального имущества Kúlissusjóðurinn, управляемый городским советом Рейкьявика. Фонд собирал и хранил имущество, сдавал в аренду. Собранные средства предназначались для финансирования строительства здания для общественных собраний со сценой.
В 1884 году в Исландии стали действовать ложи Независимого ордена тамплиеров (IOGT). В 1887 году ложа Рейкьявика построила здание для собраний — Дом тамплиеров («Гуттоу»). В 1890 году в «Гуттоу» была установлена сцена и там ставились спектакли. Вокруг актрисы Стефании Гвюдмюндсдоуттир в «Гуттоу» образовалась труппа, членом которой был книгоиздатель Торвардюр Торвардссон (Þorvarður Þorvarðsson; 1869—1936), член правления Союза промышленных рабочих Рейкьявика (Iðnaðarmannafélag Reykjavíkur), основанного 3 февраля 1867 года, и глава Исландского профсоюза печатников (Hið íslenska prentarafélag), созданного в 1897 году.
В 1896 году Союз промышленных рабочих Рейкьявика построил здание для собраний — Дом промышленных рабочих («Идноу») с просторной сценой, и предъявил права на фонд театрального имущества Kúlissusjóðurinn. Городской совет Рейкьявика отказался передать Союзу фонд, пока тот не договорится с актёрами о совместной управлении фондом. Тогда Торвардюр Торвардссон, член правления союза и член драматической труппы, стал от лица союза инициатором создания Рейкьявикского театрального общества. Финансовые средства фонда пошли на оплату стоимости строительства здания «Идноу», а имущество фонда было передано Рейкьявикскому театральному обществу.
Рейкьявикское театральное общество образовано 11 января 1897 года, что стало важнейшим событием в истории исландского театра и драматургии. Стало первым профессиональным театром в стране с постоянной труппой. Рейкьявикскому театральному обществу удалось поддерживать регулярные представления, которые обычно длились с ранней осени до ранней весны. Рейкьявикское театральное общество с самого начала оплачивало работу всех работников.
Первая премьера на сцене в «Идноу» состоялась 18 декабря 1897 года, когда были показаны две датские музыкальные пьесы.
Торвардюр Торвардссон стал первым председателем Рейкьявикского театрального общества и возглавлял его до 1904 года. В 1904 году Торвардюр Торвардссон проиграл выборы и председателем избран актёр Аудни Эйрихссон (Árni Eiríksson; 1868—1917). Аудни Эйрихссон был председателем следующие пять лет и с 1913 по 1915 год. С 1909 по 1913 год председателем был Йенс Вааге.
Первые два года театр не получал государственного финансирования. В 1899 году альтинг согласился выделить грант в размере 300 исландских крон, при условии, что половину суммы внесёт город Рейкьявик. В первые десятилетия бюджетных средств, выделенных театру, хватало на покрытие не более 20 % расходов.
Ядром первоначальной труппы были  актриса Стефания Гвюдмюндсдоуттир; дочери драматурга Индриди Эйнарссона: Гвюдрун Индридадоуттир и Эмилия Индридадоуттир (Emilía Kristjana Indriðadóttir; 11 января 1884 — 15 апреля 1939); Аудни Эйрихссон; Кристьяун Торгримссон (1857—1915); Йенс Вааге (Jens Benedikt Eggertsson Waage; 1873—1938); Фридвиннюр Гвюдьоунссон (Friðfinnur Guðjónsson; 1870—1955). Йенс Вааге покинул сцену в 1920 году. Короткое время в труппе были историк Йоун Йоунссон Адильс, Гюннтоурюнн Халльдоурсдоуттир и Андрес Бьёднссон (Andrés Björnsson; 1883—1916).
Руководителем труппы с 1898 по 1901 год был Эйнар Кваран, он и позже часто сотрудничал с труппой. С 1902 по 1910 год руководителем труппы был Йенс Вааге.
В 1924 году актриса Стефания Гвюдмюндсдоуттир стала художественным руководителем и оставалась ею до своей смерти в 1926 году.
Репертуар театра в первые годы был максимально лёгким: зарубежные комедии или популярные мелодрамы, иногда с сатирическим оттенком в духе реализма. В репертуар театра входили пьесы: «Хельги Тощий» (Helgi hinn magri) Маттиаса Йохумссона (1890), «Пещерные жители» (Hellismenn, 1897), «Меч и жезл» (Sverð og bagall, 1899) Индриди Эйнарссона, драмы Ибсена, пьесы Эмиля Золя, комедии Хольберга и Хейберга, произведения Шекспира и Шиллера, «Банкротство» (En fallit) Бьёрнстьерне Бьёрнсона. Психологические произведения, такие как «Привидения» и «Враг народа» Ибсена, были слишком сложны для труппы. Труппа лучше справлялась с мелодрамами, такими как пьесы Германа Зудермана и «Даме с камелиями» Дюма-сына. Краван ставил пьесы Йоуханна Сигюрьоунссона, такие как «Усадьба Хрёйн» (Bóndinn á Hrauni) и «Гальдра-Лофт» (Galdra-Loftur).
В 1920—1940-х годах произошёл рост профессионального мастерства деятельности Рейкьявикского театрального общества. Многие актёры обучались в Датской королевской академии искусств в Копенгагене. 
В 1950 году на основе общества создан Национальный театр в Рейкьявике. В это время в Рейкьявикском театральном обществе были проведены кардинальные реформы, актёры, режиссёры и технические специалисты общества стали его постоянными сотрудниками. В 1963 году нанят директор театра (Свейдн Эйнарссон), зимой 1964/1965 года актёры были наняты в постоянную труппу и им стали выплачивать фиксированную ежемесячную заработную плату.
После того как театр стал профессиональным, здание «Идноу» стало слишком мало. Спектакли стали проводиться на сцене в кинотеатрах «Эйстюрбайярбиоу» и «Тьяднарбиоу», а также в старом складе на улице Грандавегюр (Grandavegur). В 1953 году основан фонд строительства театра, вскоре начались переговоры с городскими властями о местоположении нового театра, город пообещал мощную поддержку и финансирование проекта.
В 1972 году Свейдн Эйнарссон назначен директором Национального театра и его на посту директора театра Рейкьявикского театрального общества сменила Вигдис Финнбогадоуттир. Она руководила театром до 1980 года, когда её избрали президентом Исландии. При Вигдис в 1976 году проведена церемония закладки краеугольного камня здания Городского театра. Она также переводила пьесы, среди авторов — Франц Ксавер Крёц (1980), Фернандо Аррабаль (1978), Жан Жироду (1978), Аллан Эдвалль (1977), Ференц Мольнар (1976), Питер Шеффер («Чёрная комедия», 1973), Жорж Фейдо («Блоха в ухе», 1972), Жан Тардьё (1965).
В 1989 году общество переехало в новое здание Городского театра, крупнейшего и наиболее оснащённого театра в стране.
С 1996 по 2000 год директором Городского театра была Тоурхильдюр Торлейфсдоуттир, с 2020 по 2025 год — Бринхильдюр Гвюдьоунсдоуттир, с 2025 года — Эйидль Хейдар Антон Паульссон.